# 第2屆AKB48红白对抗歌合战
第2屆AKB48紅白對抗歌合戰（日语：第2回AKB48紅白対抗歌合戦）是日本組合AKB48在2012年12月17日於TOKYO DOME CITY HALL舉行的演唱會。

## 概要
2012年12月11日，AKB48官方網站宣佈继续舉行AKB48紅白對抗歌合戰，形式模仿NHK紅白歌合戰，將成員分為紅組和白組，然後輪流演唱。雖然表演樂曲均是AKB48本身、其姊妹組合或其衍生組合的歌曲，但本次比賽中成員都不會表演自己的歌曲，而是演唱其他成員、Team或組合的歌曲，並以每組表演13首歌來分勝負。同日，AKB48公佈分組成員名單，紅白兩組的隊長分別是篠田麻里子和高橋南。演唱會在进行的途中还与富士电视台的《HEY!HEY!HEY!MUSIC CHAMP》最後一集连线并演唱歌曲。綜合主持人是堺正章和小林麻耶。

## 參加成員

### 紅組（81）
- AKB48（49）
  - Team A：入山杏奈、河西智美、川荣李奈、佐藤堇（佐藤すみれ）、高橋朱里、篠田麻里子、仲俣汐里、仁藤萌乃、松井咲子
  - Team K：秋元才加、阿部玛利亚（阿部マリア）、大島優子、北原里英（兼任SKE48）、倉持明日香、佐藤亚美菜、島田晴香、近野莉菜、中田千智（中田ちさと）、増田有華、松原夏海、武藤十夢
  - Team B：市川美織、岩佐美咲、梅田彩佳、大家志津香、加藤玲奈、小嶋陽菜、島崎遥香、竹内美宥、中村麻里子、野中美乡
  - 研究生：相笠萌、岩立沙穂、内山奈月、梅田綾乃、大森美優、岡田彩花、岡田奈奈、北澤早紀、小嶋真子、佐佐木優佳里、篠崎彩奈、高島祐利奈、西野未姫、橋本耀、平田梨奈、前田美月、村山彩希、茂木忍
- SKE48（8）
  - Team S：大矢真那、須田亚香里、松井玲奈
  - Team KII：高柳明音、秦佐和子、古川愛李、矢方美紀
  - Team E：上野圭澄
- NMB48（8）
  - Team N：岸野里香、小谷里歩（兼任AKB48 Team A）、上西恵、白間美瑠、福本愛菜、山田菜菜、山本彩、吉田朱里
- HKT48（16）
  - Team H：穴井千尋、植木南央、多田愛佳、兒玉遥、指原莉乃、下野由貴、中西智代梨、渕上舞、松岡菜摘、宮脇咲良、村重杏奈、本村碧唯、森保圆（森保まどか）、若田部遥
  - 研究生：田島芽瑠、朝長美樱

### 白組（65）
- AKB48（31）
  - Team A：伊豆田莉奈、岩田華怜、大島涼花、菊地彩香（菊地あやか）、小林茉里奈、高桥南（高橋みなみ）、田野優花、中塚智实、森川彩香、横山由依（兼任NMB48）、渡边麻友
  - Team K：板野友美、内田眞由美、小林香菜、鈴木紫帆里、永尾玛利亚（永尾まりや）、仲谷明香、藤田奈那、前田亚美、宮崎美穂
  - Team B：石田晴香、大場美奈、柏木由紀、片山陽加、小嶋菜月、小森美果、田名部生来、名取稚菜、藤江丽奈（藤江れいな）、峰岸南（峯岸みなみ）、山内鈴蘭
- SKE48（9）
  - Team S：木崎由里亚（木﨑ゆりあ）、菅奈奈子（日语：菅なな子）、松井珠理奈（兼任AKB48 Team K）、矢神久美
  - Team KII：石田安奈（兼任AKB48 Team B）、小木曽汐莉、向田茉夏
  - Team E：木本花音、古畑奈和
- NMB48（7）
  - Team N：小笠原茉由、門脇佳奈子、渡边美優紀（兼任AKB48 Team B）
  - Team M：谷川愛梨、矢倉楓子
  - Team BII：加藤夕夏、藪下柊
- JKT48（16）
  - Team J：高城亚樹、Melody Nurramdhani Laksani、Shania Juniantha、Nabilah Ratna Ayu Azalia、Ghaida Farisya、仲川遙香、Ayana Shahab、Stella Cornelia、野泽玲奈、Rezky Wiranti Dhike、Beby Chaesara Anadila、Devi Kinal Putri、Jessica Vania Widjaja、Cindy Gulla、Sendy Ariani、潘美君
- SNH48（2）：铃木玛利亚（鈴木まりや）、宮澤佐江

## 過程
開場曲是由红組成員集体演唱由公演曲《推TeamB》改编的歌曲《推Team红》，在活动中，AKB48刚刚到海外组合留学的四人在演唱《机会的顺序》时还加入了中文和印尼语的部分，其後与富士电视台的HEY!HEY!HEY!MUSIC CHAMP最终回连线并演唱《無限重播》（ヘビーローテーション），最後由高桥南和篠田麻里子分別演唱篠田麻里子的《塑胶的双唇》和岩佐美咲的《无人车站》而結束。在等待評審結果公佈期間，成員們分別以各队的名义演唱了歌曲《因为喜欢你》（君のことが好きだから）（Team B）、《格子花纹》（ギンガムチェック）（Team K）、《重力共鸣》（重力シンパシー）（Team A）、在河西智美演唱了她的出道单曲《难道说》（まさか）并宣布从AKB48中毕业之后，成员们又演唱了《永远的压力》（永遠プレッシャー），《仲夏的Sounds good!》（真夏のSounds good !）两首单曲。
| 紅組                                                             | 紅組 | 紅組                    | 白組 | 白組 | 白組                |
| 次序                                                             | 演唱成員 | 歌曲名稱                | 次序 | 演唱成員 | 歌曲名稱            |
| ---------------------------------------------------------------- | --- | ----------------------- | ---- | --- | ------------------- |
| 1                                                                | 野中美乡、河西智美、竹内美宥、北原里英 高橋朱里、加藤玲奈、篠田麻里子、佐藤堇 近野莉菜、中田千智、大家志津香、松井咲子 松原夏海、増田有華、小嶋陽菜、大島優子 | 推Team红 （チーム紅推し）           | 2    | 板野友美、内田眞由美、柏木由紀、大場美奈 菊地彩香、高橋南、藤江丽奈、仲谷明香 石田晴香、峯岸南、宮崎美穂、横山由依 田名部生来、岩田華怜、前田亚美、宮澤佐江           | 呀喝白！ （ワッショイ白！）       |
| 3                                                                | 島崎遥香 | 就是喜歡妳 （それでも好きだよ）         | 4    | 渡辺麻友 | 你就是我 （君は僕だ）       |
| 5                                                                | 指原莉乃、北原里英 | 雄蕊雌蕊夜之蝶 （おしべとめしべと夜の蝶々）     | 6    | 横山由依、渡辺美優紀 | 隔壁的香蕉 （となりのバナナ）     |
| 7                                                                | 高橋朱里、田島芽瑠、小谷里歩、須田亚香里 | 玻璃般的我爱你 （ガラスのI LOVE YOU）     | 8    | 峯岸南、仲谷明香、石田晴香、宮崎美穂 小林香菜、小嶋菜月、小森美果、小林茉里奈 森川彩香、大島涼花、名取稚菜、片山陽加 内田眞由美、永尾玛利亚、田野優花、鈴木紫帆里     | 清原                |
| 10                                                               | 松井玲奈、山本彩、高柳明音、山田菜菜 大矢真那、吉田朱里、須田亚香里、福本愛菜 秦佐和子、岸野里香、古川愛李、上西惠 上野圭澄、矢方美紀、小谷里歩、白間美瑠     | 第一只兔子 （ファースト・ラビット）         | 9    | 渡辺美優紀、松井珠理奈、小笠原茉由、木本花音 矢倉楓子、木崎由里亚、矢神久美、菅奈奈子 向田茉夏、藪下柊、小木曽汐莉、門脇佳奈子 古畑奈和、石田安奈、谷川愛梨、加藤夕夏 | 少女们 （少女たちよ）         |
| 12                                                               | HKT48 | 竹内学长 （竹内先輩）           | 11   | JKT48 | 北川謙二 （Kitagawakenji）       |
| 14                                                               | 川荣李奈、入山杏奈、加藤玲奈 | 心型病毒 （ハート型ウイルス）           | 13   | 藤江丽奈、菊地彩香、永尾玛利亚 | 制服的抵抗 （制服レジスタンス）     |
| 16                                                               | 高柳明音、山田菜菜、岩佐美咲、阿部玛利亚 島田晴香、仁藤萌乃、仲俣汐里、佐藤堇 白間美瑠、秦佐和子                                                              | 你正在看着夕阳吗？ （夕陽を見ているか？） | 15   | 大場美奈、山内鈴蘭、中塚智実、向田茉夏 小木曽汐莉 | 镜中的圣女贞德 （鏡の中のジャンヌダルク） |
| 17                                                               | 倉持明日香、梅田彩佳、秋元才加、増田有華 河西智美、大家志津香、佐藤亚美菜、中村麻里子                                                                         | 大声钻石 （大声ダイヤモンド）           | 18   | 木崎由里亚、木本花音、古畑奈和、大島涼花 矢神久美、矢倉楓子、藪下柊、田野優花 岩田華怜                                                                                | 雨中动物园 （雨の動物園）     |
| 20                                                               | 松井玲奈、竹内美宥、市川美織、武藤十夢 | 沙滩的樱桃 （渚のCHERRY）         | 19   | 宮澤佐江、鈴木玛利亚、高城亚樹、仲川遥香 前田亚美、名取稚菜、小嶋菜月、小森美果 鈴木紫帆里、森川彩香、小林香菜、田名部生来 伊豆田莉奈、小林茉里奈、藤田奈那、片山陽加 | 机会的顺序 （チャンスの順番）     |
| 無限重播 （与富士电视台《HEY!HEY!HEY!MUSIC CHAMP》最後一集连线） | |                         |      | |                     |
| 22                                                               | 小嶋陽菜、山本彩、松井咲子 | 和你在一起的平安夜 （あなたとクリスマスイブ） | 21   | 板野友美、松井珠理奈 | UZA                 |
| 24                                                               | 大島優子 | GIVE ME FIVE!           | 23   | 柏木由紀 | 樱花花瓣 （桜の花びら）       |
| 26                                                               | 篠田麻里子 | 无人车站 （無人駅）           | 25   | 高橋南 | 塑胶的双唇 （プラスティックの唇）     |

1. ↑  由《小池》改编
2. ↑  北川謙二本人也有登场

## 結果
兩組的勝負由總共11票來決定。最終红組勝出。在这之后，参加演出的全部成员（除了JKT48）演唱了《为了谁》，并宣布活动结束。

## 影像作品
演唱會的DVD及Blu-ray由AKS在2013年3月27日發行。演唱會的演出內容及幕後花絮分別收錄在2枚光碟中，並附送3張生寫真及20頁的演唱會寫真集。